# YUBA liga 2004-2005
La YUBA liga 2004-2005 è stata la tredicesima edizione del massimo campionato serbo-montenegrino di pallacanestro maschile. La vittoria finale è stata ad appannaggio del Partizan Belgrado.

## Regular season

### Classifica Prva liga
|     | Squadra                  | G  | V  | P  | PF    | PS    | Pt. | Qualificazione |
| --- | ------------------------ | -- | -- | -- | ----- | ----- | --- | -------------- |
| 1.  | NIS Vojvodina            | 26 | 20 | 6  | 2.221 | 2.072 | 46  | superliga      |
| 2.  | Atlas Belgrado           | 26 | 18 | 8  | 2.160 | 2.062 | 44  | superliga      |
| 3.  | Sloga Kraljevo           | 26 | 15 | 11 | 2.198 | 2.228 | 41  | superliga      |
| 4.  | OKK Belgrado             | 26 | 15 | 11 | 2.248 | 2.154 | 41  |                |
| 5.  | Zdravlje Leskovac        | 26 | 14 | 12 | 2.360 | 2.277 | 40  |                |
| 6.  | Ergonom Niš              | 26 | 14 | 12 | 2.215 | 2.217 | 40  |                |
| 7.  | Mornar Bar               | 26 | 14 | 12 | 2.277 | 2.262 | 40  |                |
| 8.  | Borac Čačak              | 26 | 14 | 12 | 2.250 | 2.158 | 40  |                |
| 9.  | Mašinac Kraljevo         | 26 | 13 | 13 | 2.190 | 2.176 | 39  |                |
| 10. | SwissLion Takovo Vršac   | 26 | 13 | 13 | 2.111 | 2.070 | 39  | retrocesse     |
| 11. | Ibon Nikšić              | 26 | 11 | 15 | 2.183 | 2.279 | 37  | retrocesse     |
| 12. | Sinalco Spartak Subotica | 26 | 8  | 18 | 2.160 | 2.334 | 34  | retrocesse     |
| 13. | Lovćen CKB Cetinje       | 26 | 7  | 19 | 2.142 | 2.262 | 33  | retrocesse     |
| 14. | Lavovi 063 Belgrado      | 26 | 6  | 20 | 2.105 | 2.269 | 32  | retrocesse     |

### Classifica Superliga
|    | Squadra                         | G  | V  | P  | PF    | PS    | Pt. | Qualificazione |
| -- | ------------------------------- | -- | -- | -- | ----- | ----- | --- | -------------- |
| 1. | Partizan Pivara Mobtel Belgrado | 14 | 11 | 3  | 1.282 | 1.158 | 25  | playoffs       |
| 2. | Hemofarm Vršac                  | 14 | 11 | 3  | 1.323 | 1.169 | 25  | playoffs       |
| 3. | Reflex Belgrado                 | 14 | 10 | 4  | 1.206 | 1.096 | 24  | playoffs       |
| 4. | Stella Rossa Belgrado           | 14 | 9  | 5  | 1.279 | 1.220 | 23  | playoffs       |
| 5. | NIS Vojvodina                   | 14 | 6  | 8  | 1.193 | 1.190 | 20  |                |
| 6. | Atlas Belgrado                  | 14 | 5  | 9  | 1.132 | 1.208 | 19  |                |
| 7. | Budućnost Podgorica             | 14 | 3  | 11 | 1.128 | 1.236 | 17  |                |
| 8. | Sloga Kraljevo                  | 14 | 1  | 13 | 1.128 | 1.394 | 15  |                |

## Playoff
|  | Semifinali     | Semifinali     | Semifinali     |                |          | Finale   | Finale | Finale |  |
|  |                |                |                |                |          |          |        |        |  |
|  | Partizan       | Partizan       | 2              |                |          |          |        |        |  |
|  | Partizan       | Partizan       | 2              |                |          |          |        |        |  |
|  | Stella Rossa   | Stella Rossa   | 0              |                |          |          |        |        |  |
|  | Stella Rossa   | Stella Rossa   | 0              |                | Partizan | Partizan | 3      |        |  |
|  |                |                |                |                | Partizan | Partizan | 3      |        |  |
|  |                |                | Hemofarm Vršac | Hemofarm Vršac | 1        |          |        |        |  |
|  | Hemofarm Vršac | Hemofarm Vršac | Hemofarm Vršac | Hemofarm Vršac | 1        | 2        |        |        |  |
|  | Hemofarm Vršac | Hemofarm Vršac |                |                |          |          |        |        |  |
|  | FMP Železnik   | FMP Železnik   | 0              |                |          |          |        |        |  |

| YUBA liga 2004-2005         |
| --------------------------- |
| Partizan Belgrado 7º titolo |

## Formazione vincitrice
| N° | Naz.                           | Ruolo | Sportivo            |  | Alt. |  |
| -- | ------------------------------ | ----- | ------------------- |  | ---- |  |
|    | Serbia e Montenegro (bandiera) | G     | Uroš Tripković      |  | 197  |  |
|    | Serbia e Montenegro (bandiera) | A     | Luka Bogdanović     |  | 204  |  |
|    | Serbia e Montenegro (bandiera) | G     | Petar Božić         |  | 197  |  |
|    | Serbia e Montenegro (bandiera) | C     | Kosta Perović       |  | 218  |  |
|    | Serbia e Montenegro (bandiera) | A     | Predrag Šuput       |  | 204  |  |
|    | Serbia e Montenegro (bandiera) | AC    | Slobodan Božović    |  | 207  |  |
|    | Serbia e Montenegro (bandiera) |       | Miloš Marković      |  |      |  |
|    | Macedonia del Nord (bandiera)  | C     | Predrag Samardžiski |  | 216  |  |
|    | Serbia e Montenegro (bandiera) | AC    | Dejan Milojević     |  | 201  |  |
|    | Serbia e Montenegro (bandiera) | P     | Vule Avdalović      |  | 194  |  |
|    | Turchia (bandiera)             | C     | Semih Erden         |  | 213  |  |
|    | Serbia e Montenegro (bandiera) | P     | Boris Bakić         |  | 193  |  |
|    | Stati Uniti (bandiera)         | P     | Blake Stepp         |  | 192  |  |
|    | Serbia e Montenegro (bandiera) | C     | Dejan Borovnjak     |  | 209  |  |
|    | Serbia e Montenegro (bandiera) | AG    | Novica Veličković   |  | 204  |  |
|    | Serbia e Montenegro (bandiera) |       | Goran Savanović     |  |      |  |
|    | Serbia e Montenegro (bandiera) | All.  | Duško Vujošević     |  |      |  |